# Clem Bevans
Clem Bevans (* 19. Oktober 1879 in Cozaddale, Ohio als Clement Guy Blevins; † 11. August 1963 in Woodland Hills, Kalifornien) war ein US-amerikanischer Schauspieler.

## Leben und Wirken
Clem Bevans begann seine lange Showkarriere im Jahre 1900, als er zusammen mit Grace Emmett in einem Vaudeville-Akt auftrat. Er verbrachte den Hauptteil seiner Karriere am Theater und spielte in den nächsten Jahrzehnten unter anderem beim Burlesque, am Broadway und sogar an der Komischen Oper. Sein Filmdebüt absolvierte er dagegen erst 1935 mit einer Nebenrolle in Henry Kings Drama Way Down East, als er bereits 56 Jahre alt war. Nach einigen kleineren Rollen konnte er sich als Charakterdarsteller mit Filmen wie Of Human Hearts und Herr des wilden Westens etablieren. In seiner Karriere wirkte er vor allem in Western mit, unter anderem an der Seite von John Wayne und Randolph Scott. Der Schauspieler mit der Halbglatze, dem weißen Haar sowie dem langen, faltenreichen Gesicht spielte vor allem etwas kauzige und grantige, aber dennoch liebenswürdige alte Männer. Regelmäßig verkörperte er Großväter, Sheriffs, Farmer oder Hinterwäldler.
Gelegentlich besetzten Regisseure Bevans jedoch auch gegen sein Image, etwa in Alfred Hitchcocks Thriller Saboteure (1942) als rustikaler alter Mann aus dem Wilden Westen, welcher zugleich ein finsterer Nazi-Spion ist. In den 1940er-Jahren erreichte Bevans Karriere mit Nebenrollen in oscarprämierten, aufwendigen Filmen wie Sergeant York und Die Wildnis ruft ihren Höhepunkt. 1950 wurde er in einer kleinen, aber markanten Rolle als Pförtner Herman Shimelplatzer in der Komödie Mein Freund Harvey eingesetzt. In den 1950er-Jahren ließ Bevans seine Karriere mit Nebenrollen in B-Western sowie Gastrollen in Fernsehserien wie Bonanza oder Twilight Zone langsam ausklingen. 1962 beendete er seine Karriere nach 135 Film- und Fernsehauftritten mit einem Auftritt in der Fernsehshow von Loretta Young. 
Er verstarb nur ein Jahr später im Alter von 83 Jahren. Er wurde auf dem Valhalla Memorial Park Cemetery in North Hollywood beigesetzt. Clem Bevans schloss seine erste Ehe mit Edith May Sketchley im Jahre 1905 und sie bekamen eine Tochter Edith (* 1908), doch später wurde die Ehe geschieden. Seine zweite Ehe mit Lillian Luppee hielt von 1930 bis zu seinem Tod, das Ehepaar adoptierte drei Kinder. Clem Bevans Cousine war die Schauspielerin Merie Earle (1889–1984), am bekanntesten durch ihre Rolle als Maude Gormley in der Serie Die Waltons.

## Filmografie (Auswahl)
- 1935: Way Down East
- 1936: Nimm, was du kriegen kannst (Come and Get It)
- 1936: Every Sunday (Kurzfilm)
- 1937: Topper – Das blonde Gespenst (Topper)
- 1937: The Toast of New York
- 1937: Die große Stadt (Big City)
- 1938: Of Human Hearts
- 1938: Im Tal der Giganten (Valley of the Giants)
- 1938: Comet Over Broadway
- 1939: Auf in den Kampf (Stand Up and Fight)
- 1939: Zum Verbrecher verurteilt (They Made Me a Criminal)
- 1939: Idiot’s Delight
- 1939: Oklahoma Kid (The Oklahoma Kid)
- 1939: Herr des wilden Westens (Dodge City)
- 1939: Zenobia, der Jahrmarktselefant (Zenobia)
- 1940: Abe Lincoln in Illinois
- 1940: Granny Get Your Gun
- 1940: Der junge Edison (Young Tom Edison)
- 1940: Go West
- 1941: Sergeant York
- 1941: Verlobung mit dem Tod (The Smiling Ghost)
- 1942: Helden der Lüfte (Captains of the Clouds)
- 1942: Saboteure (Saboteur)
- 1942: Die Narbenhand (This Gun for Hire)
- 1942: Lodernde Flammen (The Forest Rangers)
- 1942: Gangsterfalle (Lucky Jordan)
- 1943: Und das Leben geht weiter (The Human Comedy)
- 1943: Der Sheriff von Kansas (The Kansan)
- 1943: Eine Frau für den Marshall (The Woman of the Town)
- 1944: Mit Büchse und Lasso (Tall in the Saddle)
- 1945: Die tollkühnen Abenteuer des Captain Eddie (Captain Eddie)
- 1946: Die Wildnis ruft (The Yearling)
- 1947: Trauer muss Elektra tragen (Mourning Becomes Electra)
- 1948: Blut und Gold (Relentless)
- 1948: Texas, Brooklyn and Heaven
- 1948: Erbe des Henkers (Moonrise)
- 1948: Geladene Pistolen (Loaded Pistols)
- 1948: Sein Engel mit den zwei Pistolen (The Paleface)
- 1948: Jenny (Portrait of Jennie)
- 1948: Terror am Kilometerstein 13 (Highway 13)
- 1949: Die Todesreiter von Laredo (Streets of Laredo)
- 1949: Texaspolizei räumt auf (Deputy Marshal)
- 1949: Flitterwochen mit Hindernissen (Tell It to the Judge)
- 1949: The Gal Who Took the West
- 1950: Mein Freund Harvey (Harvey)
- 1951: Mann im Sattel (Man in the Saddle)
- 1952: Goldraub in Texas (Hangman’s Knot)
- 1953: Der Schweigsame Fremde (The Stranger Wore a Gun)
- 1954: Der Sheriff ohne Colt (The Boy from Oklahoma)
- 1955: Rächer in Schwarz (Ten Wanted Men)
- 1955: Der Mann aus Kentucky (The Kentuckian)
- 1956: Flußpiraten (Davy Crockett and the River Pirates)
- 1958: Perry Mason (Fernsehserie, Folge 1x16)
- 1958: Rauchende Colts (Gunsmoke, Fernsehserie, Folge 3x13)
- 1958: Mädchen zum Mitnehmen (Girl with an Itch)
- 1959: Maverick (Fernsehserie, Folge 2x17)
- 1959: The Real McCoys (Fernsehserie, Folge 2x20)
- 1959: Bronco (Fernsehserie, Folge 1x18)
- 1961: Bonanza (Fernsehserie, Folge 3x07)
- 1962: Twilight Zone (The Twilight Zone, Fernsehserie, Folge 3x30)
- 1962: The New Loretta Young Show (Fernsehserie, Folge 1x01)